# CRP Radios
CRP Radios (siendo su nombre legal CRP Medios y Entretenimiento  S.A.C.) es un conglomerado peruano de medios de comunicación que poseen varias cadenas de radioemisoras, administrado por Abraham Zavala Chocano y familia.

## Historia

### Inicios
La empresa fue constituida en 1998 por el empresario Abraham Zavala Falcón en asociación con Wilmer Salgado, sin embargo, el conglomerado empezó con la fundación de Radiomar en 1969, la primera emisora creada por los Zavala y la más longeva de la corporación. Radiomar era una emisora que emitía como programación canciones de salsa. Paralelamente, tenían otras 3 emisoras: Radio Inca Sat (en ese entonces Radio Inca, en la frecuencia 1470 AM, dedicada al folklore, huayno y saya de la época, que fue vendida en 1998 a Radiomar), Radio Atalaya (en la frecuencia 1300 AM, dedicada al rock, pop y baladas de la época, que fue vendida en los años 1980 a los Maldonado) y Radio 1160 (en la frecuencia 1160 AM, que fue vendida a fines de los años 1990 a Radio Panamericana), estas dos últimas fueron alquiladas a los Belmont (quienes tenían a Excelsior y posteriormente también tendrían a RBC Radio).
En los años 1980, Radio Atalaya fue vendida a la familia Maldonado, que también tendrían a la estación 107.7 FM de Radio Uno de corte juvenil con música pop de la época. Esta se convertiría en Radio Star, en 1999 fue vendida a Radiomar para así crear a Radio Planeta.

### Años 1990
Ya en 1990, la familia Zavala compró la estación 93.1 FM de Super FM (emisora de música tropical) y la convirtieron en Radio Ritmo (música variada). Pero después pasó a emitir únicamente baladas bajo el nombre de Radio Ritmo Romántica.
A fines de los años 1990, los Zavala deciden vender Radio 1160 a los dueños de Radio Panamericana (que a su vez cambiaría su formato y formaría el Grupo Panamericana de Radios), y en 1998, Radiomar adquirió a la estación 100.1 FM de Radio Stereo 100 (de corte adulto contemporáneo) que se mantuvo en el aire hasta 2005, cuando se convirtió en una radio musical de rock, pop y baladas en español llamada Radio La Ñ, la cual fue relanzada en marzo de 2010 como Radio Oasis (rock & pop del recuerdo y algunos temas actuales). También adquirió las estaciones 107.1 FM y 540 AM de Radio Inca Sat (emisora de cumbia, folklore, chicha, technocumbia, merengue, huayno, saxocumbia y saya) que se mantuvo en la FM hasta 2007, cuando fue relanzada como Top FM (música variada). Sin embargo, debido a la baja audiencia, en 2008 es reemplazada por Radio Nueva Q FM, una radio de cumbia las 24 horas, y destina parte de sus activos a la formación de Radiomar Producciones, una empresa programadora y comercializadora de emisoras de radio. En la actualidad Radio Inca Sat se emite vía AM. En 1999, compró la estación 107.7 FM de Radio Star (de corte informativa y miscelánea) y la convirtió en Radio Planeta (rock alternativo, pop, hip hop, electro pop del momento), teniendo así 5 emisoras hasta 2000.

### Años 2000 y 2010
En 2000, compró las estaciones 97.3 FM y 660 AM de Radio Omega (de corte instrumental) y las convirtió en Radio Moda (música variada del momento, en la frecuencia 97.3 FM) y Radiomar Inolvidable (música del recuerdo y noticias, en la frecuencia 660 AM), aumentando su catálogo de emisoras a 7. En 2001, Radiomar Producciones cambia de nombre a Corporación Radial del Perú y, en 2003, la corporación compra la estación 93.7 FM de Radio Carolina (emisora de música del recuerdo) y decide fusionarla junto con su estación 660 AM de Radiomar Inolvidable y convertirlas en Radio La Inolvidable. A inicios de 2010, compró la estación 88.3 FM de Telestereo (de tipo adulto contemporáneo) y la convirtió en Radio Mágica (oldies en inglés de los años 1950 a 1980).
En 2012, con 9 emisoras, la corporación cambia de nombre a CRP Medios y Entretenimiento, cuyo catálogo se compone de emisoras de radio, BTL y contenido publicitario en sus páginas web.
En 2014, la empresa crea una nueva radio por Internet llamada Sonorama, que básicamente su programación consiste en musicales de rock y pop peruano. Un año después, en 2015, lanza una nueva emisora de radio en la AM llamada Radio Bienestar, en la frecuencia 1360 AM, en la cual se transmite programas de salud y espirituales, miscelánea, infomerciales y música instrumental, cristiana y relajante, teniendo así 11 emisoras hasta 2016.
El 18 de septiembre de 2017, la empresa cambia de nombre a CRP Radios, regresando a ser una empresa 100% dedicada a producir emisoras de radio. 
En septiembre de 2018, la empresa compró la revista Semana Económica.
El 1 de julio de 2019, la corporación alquiló la estación 104.7 FM de 104.7 FM Digital (emisora de música del recuerdo, rock y nueva ola) de propiedad de RadioCorp y la convirtió en Radio Super Folk (folklore, huayno y saya), tras llegar a un acuerdo de alquiler para emitir allí.

### Años 2020
En abril de 2020, salió del aire Radio Super Folk, tras 3 meses en señal de prueba sin nombre comercial y con programación sin pausas comerciales. En agosto, CRP Radios vendió la revista Semana Económica a Aurum Consultoría, la revista Mercado & Regiones a 2 accionistas independientes debido a la pandemia. En diciembre, su aplicativo celular cambió de nombre a Oigo, cuya oferta se compone de las radios de CRP así como emisoras de Grupo Panamericana de Radios, Corporación Universal y  estaciones independientes.
En febrero de 2023, la app Oigo Radio eliminó todas las emisoras que no sean de CRP. En junio, sus radios por internet cesaron sus emisiones (Festiva, Moda+, Planeta Hot 40 y Oasis Patrio).
El 15 de enero de 2024, Daniel Marquina, locutor de Radio Oasis, anunció en una entrevista en un canal de YouTube que la emisora cesará sus emisiones el 1 de febrero de 2024. Según él, el motivo del cierre fue por varios motivos. El primero fue por la decisión de CRP Radios de poner en alquiler la frecuencia 100.1 FM a la emisora religiosa Bethel Radio por una buena propuesta económica que esta última le ofreció a CRP. El segundo fue por la baja audiencia que presentaba Oasis y por la crisis económica que presentaba la propia CRP. Ademâs, la frecuencia 660 kHz de la banda AM de Lima, en donde se retransmitía Radio La Inolvidable, fue vendida a Asociación Cultural Bethel S.A.C. Tras el cierre de Oasis, se especulaba que CRP Radios pondría en venta o alquiler 2 frecuencias más. El 1 de febrero de 2024, Radio Oasis salió del aire y Bethel Radio ocupó su lugar. El 30 de noviembre, Radio Bienestar salió del aire de las frecuencias 760 AM y 1360 AM y cesó sus emisiones por internet debido a la crisis económica que aún atraviesa CRP y baja audiencia que esta emisora recibía. Desde entonces, sus frecuencias son alquiladas a Bethel Radio.
En mayo de 2025, la empresa Triton Digital señaló que CRP Radio es uno de los grupos de radiodifusión latinoamericanos más escuchados en línea en todo el mundo, con 13 071 548 sesiones de escucha iniciadas en un mes.
En agosto del 2025, CRP Radios compra la frecuencia 103.9 FM a Corporación Universal en Cusco para emitir Radio Mágica, y ahí a partir de esa misma fecha Z Rock & Pop se mudo en los 97.3 FM Y Radio Mágica inicio sus transmisiones en Cusco en 1 de agosto del 2025 reemplazando a Z Rock & Pop en los 103.9 FM En Cusco.

## Emisoras
Esta es la lista de las radioemisoras de CRP:
| Logo | Radio                 | Frecuencia     | Programación                                                                                      |
| ---- | --------------------- | -------------- | ------------------------------------------------------------------------------------------------- |
|      | Radio Mágica          | Lima: 88.3 FM  | Programación de música del recuerdo en inglés de los años 1960 a 1990 y los principios del 2000.  |
|      | Radio Ritmo Romántica | Lima: 93.1 FM  | Programación de música romántica en español de los años 1990 en adelante.                         |
|      | Radio La Inolvidable  | Lima: 93.7 FM  | Programación de música del recuerdo en español de los años 1960 a 1990.                           |
|      | Radio Moda            | Lima: 97.3 FM  | Programación de música juvenil de género urbano.                                                  |
|      | Radiomar              | Lima: 106.3 FM | Programación de salsa las 24 horas del día.                                                       |
|      | Radio Nueva Q         | Lima: 107.1 FM | Programación del género popular de cumbia las 24 horas del día.                                   |
|      | Radio Planeta         | Lima: 107.7 FM | Programación de música actual en inglés de corte milenial y juvenil de los años 1990 en adelante. |
|      | Radio Inca Sat        | Lima: 540 AM   | Programación de música tropical como folklore, huayno, chicha y cumbia.                           |

### Emisoras desaparecidas
| Radio                | Frecuencia             | Programación | Duración  | Reemplazada por         |
| -------------------- | ---------------------- | --- | --------- | ----------------------- |
| Radio Ritmo          | Lima: 93.1 FM          | Programación de música variada (rock, pop, baladas, cumbia, pop rock, eurodance, merengue, salsa).                                                      | 1990-1998 | Radio Ritmo Romántica   |
| Radiomar Inolvidable | Lima: 660 AM           | Programación de música del recuerdo en español y noticias.                                                                                              | 2000-2003 | Radio La Inolvidable AM |
| Radio Stereo 100     | Lima: 100.1 FM         | Programación de música oldies, rock, pop del recuerdo e actual, baladas y otros géneros, en inglés y español, dirigida al público adulto contemporáneo. | 1992-2005 | Radio La Ñ              |
| Radio La Ñ           | Lima: 100.1 FM         | Programación de rock, pop, pop rock y baladas en español.                                                                                               | 2005-2010 | Radio Oasis             |
| Radio Oasis          | Lima: 100.1 FM         | Programación de música en inglés y español de rock & pop de los años 1970 al 2020.                                                                      | 2010-2024 | Bethel Radio            |
| Radio Super Folk     | Lima: 104.7 FM         | Programación de música folklore, huayno y saya. | 2019-2020 | Radio 104.7 FM          |
| Radio Inca Sat FM    | Lima: 107.1 FM         | Programación de chicha, cumbia, technocumbia, música andina, salsa y merengue.                                                                          | 1990-2007 | Top FM                  |
| Top FM               | Lima: 107.1 FM         | Programación de música variada (pop rock, rock, salsa, pop, baladas, reguetón, hip hop, cumbia, merengue, electro, techno).                             | 2007-2008 | Radio Nueva Q FM        |
| Radio Bienestar      | Lima: 760 AM - 1360 AM | Programación de baladas en español, programas de salud y espirituales, miscelánea e infomerciales.                                                      | 2015-2024 | Bethel Radio            |

### Emisoras por Internet desaparecidas
| Radio                | Programación |
| -------------------- | --- |
| Radio Sonorama       | Programación de rock y pop peruano. En agosto del 2019 cambio de nombre a Oasis Patrio.                                     |
| Radio Oasis Patrio   | Programación de rock y pop peruano. En junio de 2023 desapareció por reestructuración de la empresa.                        |
| Radio Moda+          | Programación de género urbano con canciones más recientes. En junio de 2023 desapareció por reestructuración de la empresa. |
| Radio Planeta Hot 40 | Programación de pop y hip hop en inglés. En junio de 2023 desapareció por reestructuración de la empresa.                   |
| Radio Festiva        | Programación musical variada, según época del año. En junio de 2023 por reestructuración de la empresa.                     |

## Otras empresas
- Oigo: Aplicación y página web en dónde se encuentran todas las emisoras de CRP.
- Digital: Área encargada en publicidad por las páginas web de sus radios.
- Programa de Entrenamiento de Locutores: Curso de enseñanza de locución radial.

## Personas clave
- Presidente del directorio: Abraham Zavala Falcón
- Gerente general: Abraham Zavala Chocano